# Relais 4 x 100 mètres nage libre mixte aux championnats du monde de natation 2023
Ne doit pas être confondu avec Relais 4 x 100 mètres nage libre féminin aux championnats du monde de natation 2023 ou Relais 4 x 100 mètres nage libre masculin aux championnats du monde de natation 2023.
Le relais 4 x 100 mètres nage libre mixte est une épreuve de natation sportive des championnats du monde de natation 2023. Elle a lieu le 29 juillet 2023 à Fukuoka au Japon.

## Records
Avant cette compétition, les records dans cette discipline étaient :
| Record du monde       | 3 min 19 s 38 | Australie | 24 juin 2022 | Budapest, Hongrie |
| Record du championnat | 3 min 19 s 38 | Australie | 24 juin 2022 | Budapest, Hongrie |

Au cours de la compétition, le nouveau record suivant a été établi :
| Record du monde | 3 min 18 s 83 | Australie | 29 juillet |

## Résultats détaillés
Les 8 meilleurs temps se qualifient pour la finale (F).

### Séries
| Rang | Série | Ligne | Pays | Nageurs                                                                         | Temps                                             | Temps         | Commentaire      |
| Rang | Série | Ligne | Pays | Nageurs                                                                         | Individuels                                       | Global        | Commentaire      |
| ---- | ----- | ----- | --- | ------------------------------------------------------------------------------- | ------------------------------------------------- | ------------- | ---------------- |
| 1    | 5     | 4     | Australie | Flynn Southam Jack Cartwright Madison Wilson Meg Harris                         | 48 s 69 47 s 81 52 s 98 52 s 40                   | 3 min 21 s 88 | F                |
| 2    | 5     | 5     | États-Unis | Matt King Chris Guiliano Olivia Smoliga Bella Sims                              | 48 s 32 48 s 18 53 s 30 54 s 05                   | 3 min 23 s 85 | F                |
| 3    | 5     | 6     | Italie | Manuel Frigo Alessandro Miressi Costanza Cocconcelli Sofia Morini               | 48 s 54 47 s 56 54 s 41 53 s 88                   | 3 min 24 s 39 | F                |
| 4    | 4     | 5     | Grande-Bretagne | Jacob Whittle Thomas Dean Lucy Hope Freya Anderson                              | 48 s 84 47 s 93 53 s 87 53 s 77                   | 3 min 24 s 41 | F                |
| 5    | 4     | 4     | Canada | Ruslan Gaziev Javier Acevedo Mary-Sophie Harvey Taylor Ruck                     | 48 s 27 48 s 07 54 s 13 54 s 16                   | 3 min 24 s 63 | F                |
| 6    | 4     | 0     | Japon | Tomonobu Gomi Katsumi Nakamura Nagisa Ikemoto Yume Jinno                        | 49 s 65 48 s 59 53 s 79 54 s 44                   | 3 min 26 s 47 | F                |
| 7    | 5     | 2     | Brésil | Guilherme Caribé Santos Felipe Ribeiro Ana Carolina Vieira Stephanie Balduccini | 48 s 67 48 s 95 54 s 64 54 s 22                   | 3 min 26 s 48 | F                |
| 8    | 3     | 4     | Allemagne | Peter Varjasi Rafael Miroslaw Nele Schulze Nina Holt                            | 48 s 93 48 s 40 54 s 58 54 s 87                   | 3 min 26 s 78 | F                |
| 9    | 4     | 2     | Chine | Yang Jintong Ji Yicun Yang Junxuan Wu Qingfeng                                  | 49 s 91 49 s 32 54 s 47 53 s 38                   | 3 min 27 s 08 |                  |
| 10   | 5     | 3     | France | Max Berg Guillaume Guth Assia Touati Lison Nowaczyk                             | 49 s 36 48 s 74 55 s 09 54 s 43                   | 3 min 27 s 62 |                  |
| 11   | 4     | 3     | Suède | Robin Hanson Björn Seeliger Louise Hansson Sofia Åstedt                         | 49 s 46 48 s 93 54 s 31 54 s 94                   | 3 min 27 s 64 |                  |
| 12   | 4     | 6     | Pays-Bas | Kenzo Simons Caspar Corbeau Milou van Wijk Sam van Nunen                        | 49 s 67 49 s 28 54 s 34 54 s 54                   | 3 min 27 s 83 |                  |
| 13   | 5     | 1     | Corée du Sud | Ji Yu-chan Yang Jae-hoon Hur Yeon-kyung Jeong So-eun                            | 49 s 11 49 s 17 54 s 43 55 s 28                   | 3 min 27 s 99 | Record national  |
| 14   | 4     | 1     | Israël | Denis Loktev Meiron Cheruti Anastasia Gorbenko Daria Golovaty                   | 49 s 69 49 s 36 54 s 44 55 s 29                   | 3 min 28 s 78 |                  |
| 15   | 4     | 8     | Grèce | Andréas Vazaíos Stérgios-Mários Bílas Theodóra Drákou Maria-Thaleia Drasidou    | 49 s 19 48 s 49 55 s 05 56 s 23                   | 3 min 28 s 96 |                  |
| 16   | 4     | 7     | Nouvelle-Zélande | Cameron Gray Carter Swift Helena Gasson Chelsey Edwards                         | 48 s 77 49 s 06 55 s 79 55 s 43                   | 3 min 29 s 05 |                  |
| 17   | 5     | 7     | Espagne | Sergio de Celis Carles Coll Carmen Weiler Ainhoa Campabadal                     | 48 s 88 49 s 27 55 s 27 55 s 64                   | 3 min 29 s 06 |                  |
| 18   | 5     | 9     | Afrique du Sud | Clayton Jimmie Aimee Canny Roland Mark Schoeman Rebecca Meder                   | 50 s 04 54 s 58 50 s 48 55 s 06                   | 3 min 30 s 16 | Record d'Afrique |
| 19   | 1     | 6     | Mexique | Jorge Iga Andres Dupont Athena Meneses Tayde Revilak                            | 48 s 76 48 s 77 56 s 59 56 s 65                   | 3 min 30 s 77 |                  |
| 20   | 5     | 8     | Singapour | Jonathan Tan Mikkel Lee Quah Ting Wen Quah Jing Wen                             | 49 s 24 49 s 30 55 s 65 56 s 70                   | 3 min 30 s 89 |                  |
| 21   | 3     | 7     | Slovaquie | Matej Duša František Jablčník Tamara Potocká Teresa Ivan                        | 49 s 89 50 s 82 55 s 04 55 s 66                   | 3 min 31 s 41 |                  |
| 22   | 5     | 0     | Hong Kong | Lau Shiu Yue Ian Ho Camille Cheng Chloe Cheng                                   | 52 s 28 49 s 16 55 s 69 57 s 83                   | 3 min 34 s 96 |                  |
| 23   | 2     | 0     | Aruba | Mikel Schreuders Bransly Dirksz Elisabeth Timmer Chloë Farro                    | 49 s 15 52 s 97 57 s 77 58 s 00                   | 3 min 37 s 89 |                  |
| 24   | 2     | 7     | Bermudes | Benedict Parfit Jack Harvey Maddy Moore Emma Harvey                             | 52 s 54 51 s 94 57 s 75 56 s 63                   | 3 min 38 s 86 |                  |
| 25   | 3     | 6     | Thaïlande | Dulyawat Kaewsriyong Tonnam Kanteemool Kamonchanok Kwanmuang Jenjira Srisaard   | 50 s 70 51 s 27 57 s 06 1 min 00 s 35             | 3 min 39 s 38 |                  |
| 26   | 3     | 3     | SMFWorld Aquatics : Suspended Member Federation (Membre d'une fédération suspendue) Membre d'une fédération suspendue | Monyo Maina Swaleh Abubakar Talib Emily Siobhan Muteti Maria Brunlehner         | 53 s 08 54 s 34 57 s 78 57 s 38                   | 3 min 42 s 58 |                  |
| 27   | 3     | 2     | Bahamas | Lamar Taylor Davante Carey Rhanishka Gibbs Zaylie Thompson                      | 50 s 10 51 s 84 1 min 02 s 16 59 s 09             | 3 min 43 s 19 |                  |
| 28   | 3     | 5     | Arménie | Artur Barseghyan Ashot Chakhoyan Ani Poghosyan Varsenik Manucharyan             | 51 s 71 55 s 59 58 s 85 58 s 80                   | 3 min 44 s 95 |                  |
| 29   | 2     | 2     | Antigua-et-Barbuda | Stefano Mitchell Jadon Wuilliez Bianca Mitchell Aunjelique Liddie               | 51 s 74 51 s 42 1 min 01 s 05 1 min 01 s 17       | 3 min 45 s 38 |                  |
| 30   | 3     | 1     | Ouganda | Tendo Mukalazi Adnan Kabuye Tara Naluwoza Kirabo Namutebi                       | 52 s 57 53 s 71 1 min 02 s 05 59 s 47             | 3 min 47 s 80 |                  |
| 31   | 1     | 5     | Nigeria | Clinton Opute Colins Obi Ebingha Dorcas Abeng Adaku Nwandu                      | 52 s 71 51 s 52 1 min 02 s 21 1 min 02 s 39       | 3 min 48 s 83 |                  |
| 32   | 3     | 8     | Samoa | Olivia Borg Brandon Schuster Kaiya Brown Kokoro Frost                           | 58 s 90 53 s 51 1 min 01 s 92 54 s 96             | 3 min 49 s 29 |                  |
| 33   | 2     | 9     | Panama | Jeancarlo Calderon Harper Emily Santos Carolina Cermelli Tyler Christianson     | 53 s 33 1 min 01 s 94 1 min 04 s 25 53 s 67       | 3 min 53 s 19 |                  |
| 34   | 3     | 9     | Guam | James Hendrix Mia Lee Amaya Bollinger Israel Poppe                              | 53 s 80 1 min 01 s 82 1 min 04 s 92 54 s 00       | 3 min 54 s 54 |                  |
| 35   | 2     | 1     | Bahreïn | Ali Sadeq Alawi Abdulla Khalid Jamal Asma Lefahler \| Ayah Binrajab             | 54 s 62 54 s 27 1 min 01 s 36 1 min 04 s 52       | 3 min 54 s 77 |                  |
| 36   | 3     | 0     | Angola | Henrique Mascarenhas Salvador Gordo Maria Lopes Freitas Lia Ana Lima            | 52 s 76 55 s 17 1 min 03 s 19 1 min 07 s 72       | 3 min 58 s 84 |                  |
| 37   | 1     | 4     | Papouasie-Nouvelle-Guinée                                                                                             | Nathaniel Noka Josh Tarere Abigail Ai Tom Georgia-Leigh Vele                    | 57 s 02 56 s 89 1 min 08 s 45 1 min 00 s 78       | 4 min 03 s 14 |                  |
| 38   | 1     | 3     | États fédérés de Micronésie                                                                                           | Taeyanna Adams Tasi Limtiaco Kyler Anthony Kihleng Kestra Kihleng               | 1 min 06 s 22 54 s 87 58 s 46 1 min 04 s 32       | 4 min 03 s 87 |                  |
| 39   | 2     | 4     | Îles Mariannes du Nord                                                                                                | Isaiah Aleksenko Anthony Deleon Shoko Litulumar Maria Batallones                | 52 s 29 56 s 51 1 min 09 s 97 1 min 06 s 85       | 4 min 05 s 62 |                  |
| 40   | 2     | 6     | Cap-Vert | Jayla Pina Ailton Lima La Troya Pina Troy Pina                                  | 59 s 84 1 min 00 s 04 1 min 07 s 62 59 s 85       | 4 min 07 s 35 |                  |
| 41   | 2     | 8     | Malawi | Filipe Gomes Ammara Pinto Tayamika Chang'Anamuno Muhammad Ali Moosa             | 53 s 49 1 min 11 s 36 1 min 06 s 13 1 min 03 s 45 | 4 min 14 s 43 |                  |
| 42   | 2     | 5     | Maldives | Hamna Ahmed Ali Imaan Mohamed Rihan Shiham Meral Ayn Latheef                    | 1 min 10 s 02 58 s 07 1 min 09 s 78 59 s 87       | 4 min 17 s 74 |                  |
| 43   | 2     | 3     | Palaos | Jion Hosei Travis Dui Sakurai Galyah Ngerchesiuch Mikel Yuri Hosei              | 58 s 52 57 s 70 1 min 11 s 78 1 min 09 s 91       | 4 min 17 s 91 |                  |
| -    | 4     | 9     | Colombie | Non partants                                                                    | Non partants                                      | Non partants  | Non partants     |

### Finale
| Rang               | Ligne | Pays            | Nageurs                                                                         | Temps                           | Temps         | Commentaire     |
| Rang               | Ligne | Pays            | Nageurs                                                                         | Individuels                     | Global        | Commentaire     |
| ------------------ | ----- | --------------- | ------------------------------------------------------------------------------- | ------------------------------- | ------------- | --------------- |
| Médaille d'or      | 4     | Australie       | Jack Cartwright Kyle Chalmers Shayna Jack Mollie O'Callaghan                    | 48 s 14 47 s 25 51 s 73 51 s 71 | 3 min 18 s 83 | Record du monde |
| Médaille d'argent  | 5     | États-Unis      | Jack Alexy Matt King Abbey Weitzeil Kate Douglass                               | 47 s 68 47 s 78 52 s 94 52 s 42 | 3 min 20 s 82 |                 |
| Médaille de bronze | 6     | Grande-Bretagne | Matthew Richards Duncan Scott Anna Hopkin Freya Anderson                        | 47 s 83 47 s 46 53 s 30 53 s 09 | 3 min 21 s 68 | Record d’Europe |
| 4                  | 2     | Canada          | Joshua Liendo Ruslan Gaziev Margaret MacNeil Mary-Sophie Harvey                 | 48 s 65 47 s 58 53 s 59 54 s 00 | 3 min 23 s 82 |                 |
| 5                  | 3     | Italie          | Alessandro Miressi Thomas Ceccon Costanza Cocconcelli Sofia Morini              | 47 s 97 47 s 93 54 s 84 53 s 79 | 3 min 24 s 53 |                 |
| 6                  | 1     | Brésil          | Guilherme Caribé Santos Felipe Ribeiro Ana Carolina Vieira Stephanie Balduccini | 48 s 32 48 s 31 54 s 47 54 s 11 | 3 min 25 s 21 |                 |
| 7                  | 7     | Japon           | Tomonobu Gomi Katsumi Nakamura Nagisa Ikemoto Yume Jinno                        | 49 s 58 48 s 60 53 s 67 55 s 11 | 3 min 26 s 96 |                 |
| 8                  | 8     | Allemagne       | Peter Varjasi Rafael Miroslaw Nele Schulze Nina Holt                            | 49 s 06 48 s 73 54 s 65 54 s 74 | 3 min 27 s 18 |                 |